# 道下ひなの
道下 ひなの（みちした ひなの、1997年12月23日 - ）は、日本の女子バレーボール選手。

## 来歴
北海道帯広市出身。小学2年生のとき友人の影響でバレーボールを始めた。
2013年、札幌山の手高等学校に進学。2015年1月、第67回全日本高等学校選手権大会（春の高校バレー2015）に出場。第1回戦の島根県立安来高等学校戦にストレートで勝利を収めるも、第2回戦で京都橘高等学校にストレートで敗戦。2回戦敗退に終わった。
2015年度の高校3年生時、舞洲アリーナで行われた全国高等学校総合体育大会（インターハイ）に出場。決勝トーナメント2回戦で第2シードの大阪国際滝井高等学校を破り勝ち上がったものの、準々決勝で山口県代表の誠英高等学校に敗れベスト8に終わった。第68回春高バレーではベスト8。
2019-20シーズン、V1女子・KUROBEアクアフェアリーズの内定選手になった。富士ゼロックス北陸株式会社所属。
入団1シーズン目となる2020-21シーズンにV1女子の試合に出場し、Vリーグデビューを果たした。
2021年、背番号が「21」から「8」に変更された。
2022年5月31日をもってKUROBEアクアフェアリーズを退団し、V2女子の群馬銀行グリーンウイングス（現・群馬グリーンウイングス）に移籍した。

## 人物・エピソード
- 実家は大根農家を営んでいる[14]。
- 父・隆宏、母・朋子はともに元スピードスケート選手で、弟の新大は柔道選手、大和は野球選手のアスリート一家に生まれた[14]。
- 富士ゼロックス北陸株式会社では営業の仕事をしており、1ヶ月に1度程度チームメイトの勤務先に訪問していた。

## 所属チーム
- 帯広市立大正小学校（大正ジュニア少年団）[1]
- 帯広市立帯広第七中学校[1]
- 札幌山の手高等学校 #8
- 神戸親和女子大学 #34 → #27 → #18 → #12
- KUROBEアクアフェアリーズ #21 → #8（2019-2022年）
- 群馬銀行グリーンウイングス/群馬グリーンウイングス #4（2022年-）

## 個人成績
V.LEAGUEの個人成績は下記の通り（交流戦・プレーオフを含む）。
| 大会        | チーム      | 出場     | 出場        | アタック | アタック | アタック | アタック | バックアタック | バックアタック | バックアタック | バックアタック | アタック 決定本数 | ブロック | ブロック       | サーブ | サーブ         | サーブ   | サーブ | サーブ | サーブ   | サーブレシーブ | サーブレシーブ | サーブレシーブ | サーブレシーブ | 総得点      | 総得点      | 総得点   | 総得点      |
| ----------- | ----------- | -------- | ----------- | -------- | -------- | -------- | -------- | -------------- | -------------- | -------------- | -------------- | ----------------- | -------- | -------------- | ------ | -------------- | -------- | ------ | ------ | -------- | -------------- | -------------- | -------------- | -------------- | ----------- | ----------- | -------- | ----------- |
| 大会        | チーム      | 試 合 数 | セ ッ ト 数 | 打 数    | 得 点    | 失 点    | 決 定 率 | 打 数          | 得 点          | 失 点          | 決 定 率       | セ ッ ト 平 均    | 得 点    | セ ッ ト 平 均 | 打 数  | ノ 丨 タ ッ チ | エ 丨 ス | 失 点  | 効 果  | 効 果 率 | 受 数          | 成 功 ・ 優    | 成 功 ・ 良    | 成 功 率       | ア タ ッ ク | ブ ロ ッ ク | サ 丨 ブ | 得 点 合 計 |
| V1 20-21    | KUROBE      | 21       | 40          | 137      | 51       | 7        | 37.2     | 0              | 0              | 0              | -              | 1.27              | 8        | 0.20           | 101    | 3              | 1        | 8      | 27     | 8.7      | 4              | 1              | 1              | 37.5           | 51          | 8           | 4        | 63          |
| CM 20-21    | KUROBE      | 2        | 0           | 0        | 0        | 0        | -        | 0              | 0              | 0              | -              | -                 | 0        | -              | 0      | 0              | 0        | 0      | 0      | -        | 0              | 0              | 0              | -              | 0           | 0           | 0        | 0           |
| 通算：2大会 | 通算：2大会 | 23       | 40          | 137      | 51       | 7        | 37.2     | 0              | 0              | 0              | -              | 1.27              | 8        | 0.20           | 101    | 3              | 1        | 8      | 27     | 8.7      | 4              | 1              | 1              | 37.5           | 51          | 8           | 4        | 63          |

## 出演

### YouTube
【公式】KUROBEアクアフェアリーズ 
- KUROBEアクアフェアリーズ〜21 道下 ひなの〜（2020年8月5日）
- ぶっちゃけスポーツ～道下ひなの選手編～（2020年6月2日）
- KUROBEアクアフェアリーズがジャニーズ手洗い動画「Wash Your Hands」をやってみた（2020年5月12日）
- 「PPAP-2020-」KUROBEアクアフェアリーズ編（2020年5月11日）
- 道下ひなの選手試合後インタビュー（2021年2月4日）

 週刊激スポ!! 
- 道下ひなの特集、同級生の舛田とのトークも！(2020年3月放送「週刊激スポ!!」)（2020年5月14日）

 富山県警察公式チャンネル 
- 横断歩道における３つのルール（桜井高校放送部制作）（2020年12月11日）

### ラジオ
- AQUA BEAR

 その他のラジオ番組 
- 富山シティFM『WithRadio』（1月4〜7日）[16]